# Хайп!
«Хайп!» (англ. Hype!) — документальный фильм режиссёра Дага Прея, посвящённый ажиотажу вокруг гранжевой сцены в начале-середине 1990-х годов в США. Фильм включает интервью со многими гранж-музыкантами и редкие концертные кадры, демонстрирующие становление этого жанра от локального явления до национального поп-культурного феномена. Картина демонстрирует гранжевую сцену глазами людей напрямую участвующих в её создании и пытается развеять некоторые мифы созданные СМИ вокруг этого андеграундного направления (отсюда и ироничное название) — по большей части в сатирической манере, хотя её создатель также признаёт, что шумиха в прессе помогла прославиться некоторым малоизвестным группам из Сиэтла, хотя и на относительно кратковременный период.
Премьера фильма состоялась на кинофестивале «Сандэнс» в январе 1996 года. Лента была выпущена в широкий прокат в ноябре того же года, дистрибьютором выступила компания Cinépix Film Properties.

## Содержание
Фильм включает интервью и выступления многих ключевых групп гранж-сцены (по большей части сотрудничавших с лейблом Sub Pop), в том числе: TAD, Mudhoney, Nirvana, Soundgarden, Coffin Break, The Gits, Love Battery, Flop, The Melvins, Some Velvet Sidewalk, Mono Men, Supersuckers, Zipgun, Seaweed, Pearl Jam, 7 Year Bitch, Hovercraft, Gas Huffer и Fastbacks. Кроме того, в нем представлены интервью с менеджером Сьюзан Сильвер (которая работала с группами Alice in Chains и Soundgarden), продюсерами Джеком Эндино и Стивом Фиском, а также фотографом Чарльзом Питерсоном.
Наряду с DVD из бокс-сета With the Lights Out, это один из немногих фильмов, в котором представлено первое исполнение прорывного хита группы Nirvana — «Smells Like Teen Spirit».
В фильме сиэтлский продюсер/звукоинженер Джек Эндино иронично упоминается как «Крёстный отец гранжа».

## Саундтрек
В 1996 году лейбл Sub Pop выпустил саундтрек фильма на компакт-дисках, а также на 7-дюймовом цветном виниле (ограниченной серией).

## Оценки
Рейтинг фильма на сайте Rotten Tomatoes составляет 92% — на базе 25 рецензий со средней оценкой 7.5/10.